# 肺サーファクタントタンパク質-D
肺サーファクタントタンパク質-D（はいサーファクタントたんぱくしつディー、英語: pulmonary Surfactant Protein-D、略：SP-D）は、肺サーファクタントのタンパク質ドメインである。表記のゆれとして、肺サーファクタント プロテインD、肺サーファクタント蛋白Dなどがある。 

## 生理作用
II型肺胞上皮細胞から分泌される。このたんぱく質の役割は、肺胞を潰しかねない表面張力を肺胞内を潤すことで緩和する界面活性剤としての役割のほか、カルシウム依存性によって糖質と結合するC型レクチン・スーパーファミリーに属し、肺胞内の自然免疫機能を担っている。

## 基準値
109.9　ng/ｍL未満